# Mohamed Thara
 (février 2025).
Mohamed Thara, né à Fès le 2 décembre 1972, est un artiste plasticien contemporain marocain dont l'œuvre commence à se faire connaître dès le début des années 2000, au Maroc et en France. 

## Biographie
Artiste pluridisciplinaire et commissaire d'exposition[source secondaire souhaitée], après une formation initiale en peinture à Fès, professeur d'arts plastiques dans la région de Marrakech (dès 1995), il est admis à l’École des beaux-arts de Bordeaux en 1998. Par la suite, il sera titulaire d'un (DNSEP) diplôme national supérieur d'expression plastique et d’un master niveau 2 en Arts Plastiques à l'Université de Bordeaux Montaigne[réf. non conforme]. Il a ensite étudié la photographie à l'École de l'Institut national de l'audiovisuel de Paris (Ina sup). En 2018, il termine sa thèse de Doctorat en Théorie de l'Art sur la question des représentations esthétiques des minorités au cinéma[source secondaire souhaitée].

### Carrière
Mohamed Thara a participé à des expositions aux États-Unis, « Soho International Art Contest » New York (1999)[source secondaire souhaitée], à la Biennale d’Art Contemporain de Charjah aux Émirats arabes unis (1995)[source secondaire souhaitée], à l’exposition collective « Jeune Création » au Grand Palais à Paris (1999)[source secondaire souhaitée], à l’exposition « Mutation » au CAPC, Musée d’Art Contemporain de Bordeaux (2001)[source secondaire souhaitée], au Musée ZKM à Karlsruhe en Allemagne (2017)[source secondaire souhaitée], au Musée d’Art Moderne de Rio Janeiro au Brésil (2017)[source secondaire souhaitée], à la biennale de Kochi Musiris à Kerala en Inde (2017)[source secondaire souhaitée], à la Biennale de Venise d'architecture (2018) aux Rencontres de Bamako, la Biennale Africaine de la Photographie au Mali (2019) à Dak’Art la Biennale de l’Art Africain Contemporain au Sénégal (2020)[source secondaire souhaitée] et plein d’autres manifestations artistiques. Ses œuvres ont été acquises par plusieurs collectionneurs privés au Maroc, en France et à l’étranger.
En parallèle de son activité d'artiste, Mohamed Thara a organisé plusieurs expositions en France et au Maroc. À partir de 2017, il est le commissaire invité de la sélection internationale de la 23e édition du (FIAV) le Festival International d'Art Vidéo de Casablanca, initié par L'institut Français du Maroc et deux Universités marocaines, l'Université de Hassan II et la Faculté des Lettres et Sciences Humaines Ben M'Sick de Casablanca. La même année, il est commissaire de la sélection internationale New Landscape du (WAC)[source insuffisante] Week-end de l'Art Contemporain de Bordeaux, organisé au CAPC, le Musée de l'Art Contemporain de Bordeaux. En 2018, il est commissaire de l'édition suivante de l'exposition Silent Territory de la 24e édition du (FIAV) le Festival International d'Art Vidéo de Casablanca organisé à L’Uzine, Fondation Touria et Abdelaziz TAZI à Casablanca[source secondaire souhaitée]. La même année, il sera commissaire de l'exposition Par-delà les Territoires à l'occasion de la 11e édition des Rencontres Internationales de la Photo de Fès au Maroc. En décembre 2019, sa série photographique Homeland est dans la sélection officielle des Rencontres de Bamako, la Biennale Africaine de la Photographie. Il est aussi commissaire invité du OFF des Rencontres de Bamako, pour présenter une sélection internationale d'artistes marocains à la MAP (Maison Africaine de la Photographie) en collaboration avec Phot' Art Mali et Yamarou Photo.
En 2020, Mohamed Thara est commissaire de l'exposition La Vague Blanche, qui donne à voir en panorama les artistes contemporains marocains des générations post années 2000. Soit la dernière génération émergente désormais installée mais qui n’a encore fait l’objet d’aucune étude ou recension. L'exposition est organisée à la galerie 38 à Casablanca, avec la participation de 18 artistes comme : Mounir Fatmi, Mustapha Azeroual, Hicham Benohoud, Max Boufathal, Randa Maroufi, Hicham Berrada, Nissrine Seffar, Mohamed El Baz et Hicham Matini. L'exposition tente de tisser des liens entre une scène émergente et des pratiques établies. Une série d'articles aborde le sujet avec autant de diversité qu’il y a d’œuvres, avec l'édition d'un livre académique à partir d'un corpus d’œuvres qui va de l'an 2000 à 2020. L'ouvrage permet de réaliser toute l'importance et l'envergure de la question chez toute une génération d'artistes marocains qui livre ici son regard sur les expériences historiques communes, particulièrement marquantes dont les artistes ont tiré une vision partagée du monde.

## Œuvres

### Œuvres vidéos et courts-métrages
- Optimistic Table (2001)
- Certifiée Halal (2001)
- What Are You Going to Do with Your Life? (2002)
- The End is the Beginning is the End (2008)
- Milk vs Whisky (2016)[22]
- As Long As I Can Hold My Breath (2017)[23]
- Jeanine (2018)[24]
- La Seconde Zone (2019)[25]
- An egg, the white is gone but the yellow remains (2023)

### Expositions personnelles (sélection)
- 2022 : No Name Paintings, CHRISTIE’S Gallery, Maxwell-Baynes, Bordeaux (France)
- 2014 : Lipos, Maison des Arts, Pessac, (France)
- 2015 : Ritus, Cité Frugès Le Corbusier, Pessac, (France)
- 2017 : As Long As I Can Hold My Breath, galerie de l'Espace Metavilla, Bordeaux, (France)[26]
- 2017 : DeProfundis, Musée d'art moderne, Rio de Janeiro, (Brésil)
- 2019 : As Long As I Can Hold My Breath, galerie Kaskada, Szczecin, (Pologne)
- 2000 : Table Optimiste, Institut Français de Dakar, 4e édition de la Biennale Off, Dakar, (Sénégal)

### Expositions collectives et Festivals (sélection)
2020
- Ĩ'Ndaffa / Forger / Out of the fire, Dak'Art, 14e Biennale d'Art Contemporain Africain, Dakar (Sénégal) [27]
- La Vague Blanche, La Galerie 38, Casablanca (Maroc)[28]
- Im(Plsion), 21 Moroccan Artists group exhibition, Casablanca (Maroc)[29]
- Agora Off, Festival des Arts confinés, Paris (France) [30]

2019
- Courants de conscience, 12e édition des Rencontres de Bamako, la Biennale Africaine de la Photographie, (Mali)[31]
- Video Art and Experimental films, 9e édition du Festival international d'art vidéo du Caire, (Égypte)[32]
- As Long As I Can Hold My Breath, Festival Perform, Domaine de Nodris, Vertheuil, (France)[33]

2018
- Par-delà les Territoires, 11e édition des Rencontres Internationales de la Photographie de Fès, (Maroc)[34]
- Territoires silencieux (FIAV) Festival d'Art Vidéo de Casablanca, (Maroc)[35]
- The W:OW Project Show, Torrence Art Museum, Los Angeles, (États-Unis)[36]
- Exposition de groupe, Ex-New, Centre d'Art Contemporain, Milan, (Italie)[37]
- Bodies, 16ème Biennale de Venise d'architecture, Venise (Italie)

2017
- New Landscape, (WAC) Week-end de l'art contemporain, Bordeaux, (France)[38]
- Sélection internationale, Festival international d'art vidéo, Casablanca, (Maroc)[39]

### Collections
- FRAC Nouvelle-Aquitaine MÉCA, Bordeaux (France)

## Compétitions et prix
- 2019 : Prix de la meilleure vidéo expérimentale pour As Long As I Can Hold My Breath au Szczecin International Film Festival (Pologne)[40]
- 2018 : Prix du meilleur court-métrage expérimental à Istanbul international expérimental film festival, Istanbul, (Turquie)[réf. nécessaire]
- 2017 : Finaliste[réf. nécessaire] du meilleur court-métrage à (AFRIFF) Africa International Film Festival, Lagos, (Nigeria)[41]
- 1989 : Lauréat du premier prix de dessin de la Société saoudienne pour la recherche et le marketing international, Riyad, (Arabie saoudite)[réf. nécessaire]

## Publications
- Courants de conscience, une concaténation de Dividus, de Bonaventure Soh Bejeng Ndikung, Aziza Harmel, Astrid Lepoultier Sokona et Kwasi Ohene-Ayeh, Archive Books, Editions Balani's, 2019. Mohamed Thara pages : 134-135  (ISBN 978-3-948212-19-3)
- PNCI, Pensée Nomade, Chose Imprimée, histoire d'un atelier nomade de Michel Aphesbero, Danielle Colomine (4 Taxis) et Jean Calens. Edition Paraguay Press, Paris, 2014. Mohamed Thara pages : 238-239.  (ISBN 978-2-918252-15-3)
- Les expressions artistiques contemporaines des Marocains de l’extérieur, La re-construction d’une nouvelle identité par Moulim El Aroussi, 2018 Sous la direction de Mohamed Berriane, édition de la Fondation Hassan II.  (ISBN 978-9920-37-159-9)
- La Vague Blanche : 20 ans d'art contemporain marocain[42]. Un ouvrage collectif sous la direction de Mohamed Thara avec Barbara Bourchenin, Rime Fetnan, Pauline Guex, Jamal Boushaba, Caroline Corbal, Maï-Do Hamisultane, Olivier Rachet, Syham Weigant et Chahrazad Zahi, Edition 38, Casablanca, Maroc.  (ISBN 978-9954-570-26-5)